# Iso-Tehlo
Tehlo eller Iso-Tehlo är en sjö i kommunen Urais i landskapet Mellersta Finland i Finland. Sjön ligger 162,9 meter över havet. Den är 12,3 meter djup. Arean är 62 hektar och strandlinjen är 8,83 kilometer lång. Sjön  ingår i Kymmene älvs huvudavrinningsområde.   Den ligger omkring 30 kilometer nordväst om Jyväskylä och omkring 250 kilometer norr om Helsingfors. 
I sjön finns ön Makkarasaari. Vid sydöstra sidan finns en by med namnet Tehlo.